# David Hernandez (Mathematiker)

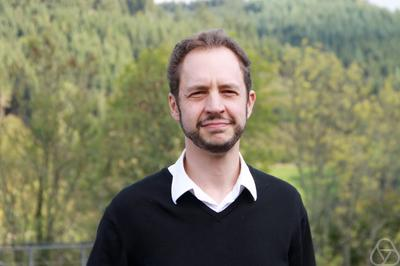
David Hernandez am MFO, 2013

David Hernandez (* 1978) ist ein  französischer Mathematiker. Er ist Professor an der Universität Paris VII (Denis Diderot).
Er wurde 2004 bei Marc Rosso an der Universität Paris VI und der École normale supérieure promoviert (Représentations des algèbres affinisées quantiques: q,t-caractères et produit de fusion) 2009 habilitierte er sich an der Universität Paris VII (Autour des représentations des algèbres quantiques: géométrie, dualité de Langlands et catégorification des algèbres cluster).
Hernandez lehrt auch an der École polytechnique.
Er befasst sich mit Quantengruppen, Cluster Algebren, unendlich dimensionalen Liealgebren (affine Kac-Moody-Algebren) und ihrer Darstellungstheorie und deren Verbindungen mit mathematischer Physik und algebraischer Geometrie.
2013 erhielt er den Prix Jacques Herbrand.

## Schriften (Auswahl)
- mit Yves Laszlo: Introduction à la théorie de Galois, École Polytechnique 2012
- mit Edward Frenkel Langlands duality for representations of quantum groups, Mathematische Annalen, Band 349, 2011, S. 705–746,Arxiv
- mit Frenkel Langlands duality for finite-dimensional representations of quantum affine algebras, Lett. Math. Phys., Band 96, 2011, S. 217–261, Arxiv
- mit Bernard Leclerc Cluster algebras and Quantum Affine Algebras, Duke Mathematical Journal, Band 154, 2010, S. 265–341, Arxiv
- Kirillov-Reshetikhin conjecture: the general case, International Mathematics Research Notices 2010, Nr. 1, 149–193, Arxiv
- mit V. Chari Beyond Kirillov-Reshetikhin Modules, Contemporary Mathematics, Band 506, 2010, S. 49–81, Arxiv
- Simple Tensor Products, Inventiones Mathematicae, Band 181, 2010, S. 649–675, Arxiv